# Phùng Văn Nhiên
Phùng Văn Nhiên (ur. 23 listopada 1982) – wietnamski piłkarz występujący na pozycji obrońcy w klubie Hoàng Anh Gia Lai.

## Kariera piłkarska
Phùng Văn Nhiên jest wychowankiem klubu Nam Định FC. W 2007 roku wywalczył z tym zespołem Puchar Wietnamu. Po sezonie odszedł do drużyny Hoàng Anh Gia Lai. Obecnie jego zespół gra w pierwszej lidze wietnamskiej.
Zawodnik ten jest także reprezentantem Wietnamu. W drużynie narodowej zadebiutował w 2003 roku. Został również powołany na Puchar Azji 2007, gdzie jego drużyna odpadła w ćwierćfinale. On zaś rozegrał 3 spotkania w grupie: ze Zjednoczonymi Emiratami Arabskimi (2:0), Katarem (1:1) i Japonią (1:4).